# Cigaletova ulica, Ljubljana
Cigaletova ulica je ena izmed ulic v Ljubljani.

## Zgodovina
Leta 1898 so po slovenskemu pravniku in jezikoslovcu Mateju Cigaletu poimenovali eno izmed treh novih ulic ob tam ležeči Sodni palači.

## Urbanizem
Ulica se prične na križišču z Dalmatinovo ulico in se konča s slepim koncem. Urbanistično je razdeljena na štiri dele:
- križišče z Dalmatinovo ulico do križišča s Tavčarjevo ulico;
- križišče s Tavčarjevo ulico do križišča s Trdinovo ulico;
- križišče s Trdinovo ulico do križišča s Pražakovo ulico in
- slepi konec od križišča s Pražakovo ulico skoraj do Trga Osvobodilne fronte.

Ob ulici sta poleg Sodne palače še Miklošičev park in Čudnova hiša (Cigaletova 3). Ob ulici se nahajajo objekti arhitekta Cirila Metoda Kocha, ki je poleg Čudnove hiše postavil še Pogačnikovo hišo (1902, Cigaletova 1). Na ulici se nahjajo še Pirčeva hiša (Cigaletova 5, 1905), hiša na Cigaletovi 7 (Herman Hus, 1940) in hiša na Cigaletovi 9 (Maks Strenar, 1938).